# Amazonides pseudasciodes
Amazonides pseudasciodes là một loài bướm đêm trong họ Noctuidae.